# Embia nuragica
Embia nuragica is een insectensoort uit de familie Embiidae, die tot de orde webspinners (Embioptera) behoort. De soort komt voor in Sardinië.
Embia nuragica is voor het eerst wetenschappelijk beschreven door Stefani in 1953.